# Trippie Redd

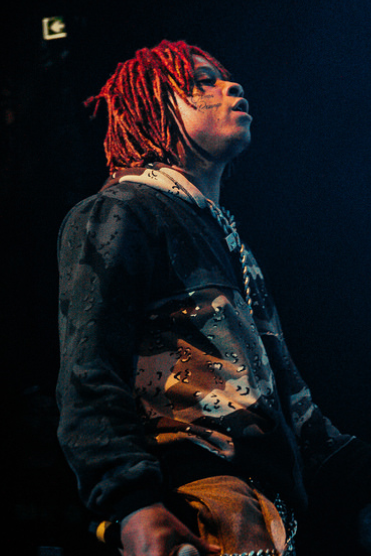
Trippie Redd (2018)

Trippie Redd (* 18. Juni 1999 in Canton, Ohio, bürgerlich Michael Lamar White II) ist ein US-amerikanischer Rapper.

## Kindheit und Jugend
Michael White wurde am 18. Juni 1999 in Canton, Ohio geboren. Michaels Vater war zur Zeit der Geburt seines Sohns im Gefängnis und seine Mutter verließ Michaels Vater, um ihr Kind als Alleinerziehende aufzuziehen. White wuchs in Canton auf, obwohl er nach Columbus, Ohio zog. Michaels Musikinteressen kamen langsam, als ihm seine Mutter in seiner Kindheit Ashanti, Beyoncé, Tupac und Nas vorspielte. Später wendete er sich Musikern wie T-Pain, KISS, Gucci Mane, Marilyn Manson und Lil Wayne zu. White begann zu rappen, nachdem er sich von Taevion Williams, auch Lil Tae, inspirieren ließ. Williams starb später bei einem Autounfall. Das Jahr 2014 markierte mit der Veröffentlichung der Songs Sub-Zero und New Ferrari den Beginn von Whites Musikkarriere. Diese Songs löschte er jedoch später. White war ebenso ein Mitglied der Straßengang Bloods. Er besuchte eine Highschool in Canton, welche er mit einem 4.0 GPA-Schnitt absolvierte. Er beschreibt sich als Einzelgänger zu seiner Schulzeit, der jedoch stets beliebt war. Nach seinem Abschluss zog Michael nach Atlanta, wo er den Rapper Lil Wop traf und ihm schließlich ein Plattendeal angeboten wurde.

## Privatleben
White ist teilweise irischer und indianischer Abstammung.
White behauptete im März 2017, dass sein Vermögen 7 Millionen US-Dollar betrage und dass er seiner Mutter ein 300.000 US-Dollar teures Haus gekauft habe.

## Diskografie
StudioalbenTrippie Redd/Diskografie

## Filmografie
- 2021: Downfalls High